# 湛慶

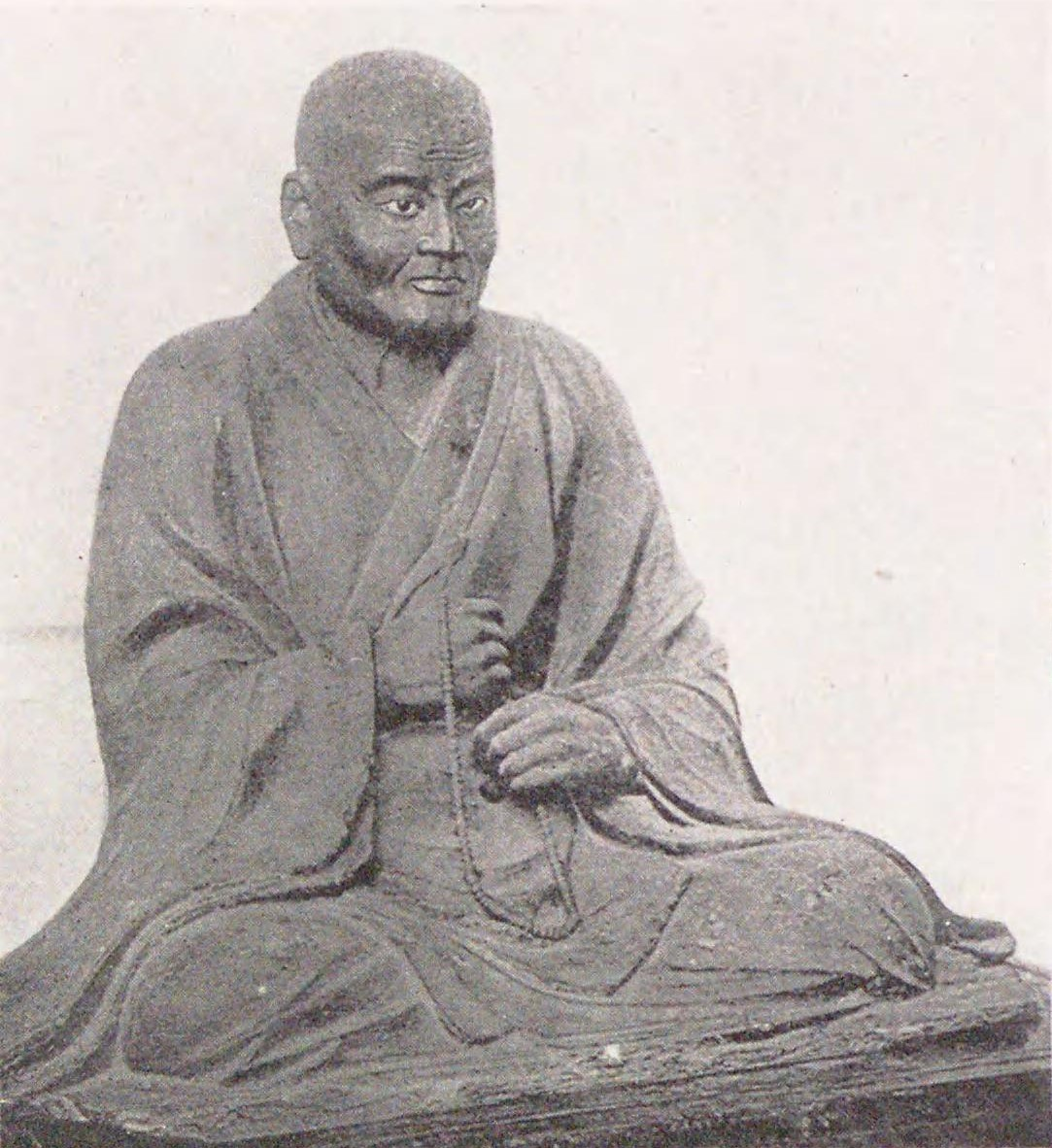
木造伝湛慶坐像（六波羅蜜寺所蔵、重要文化財）

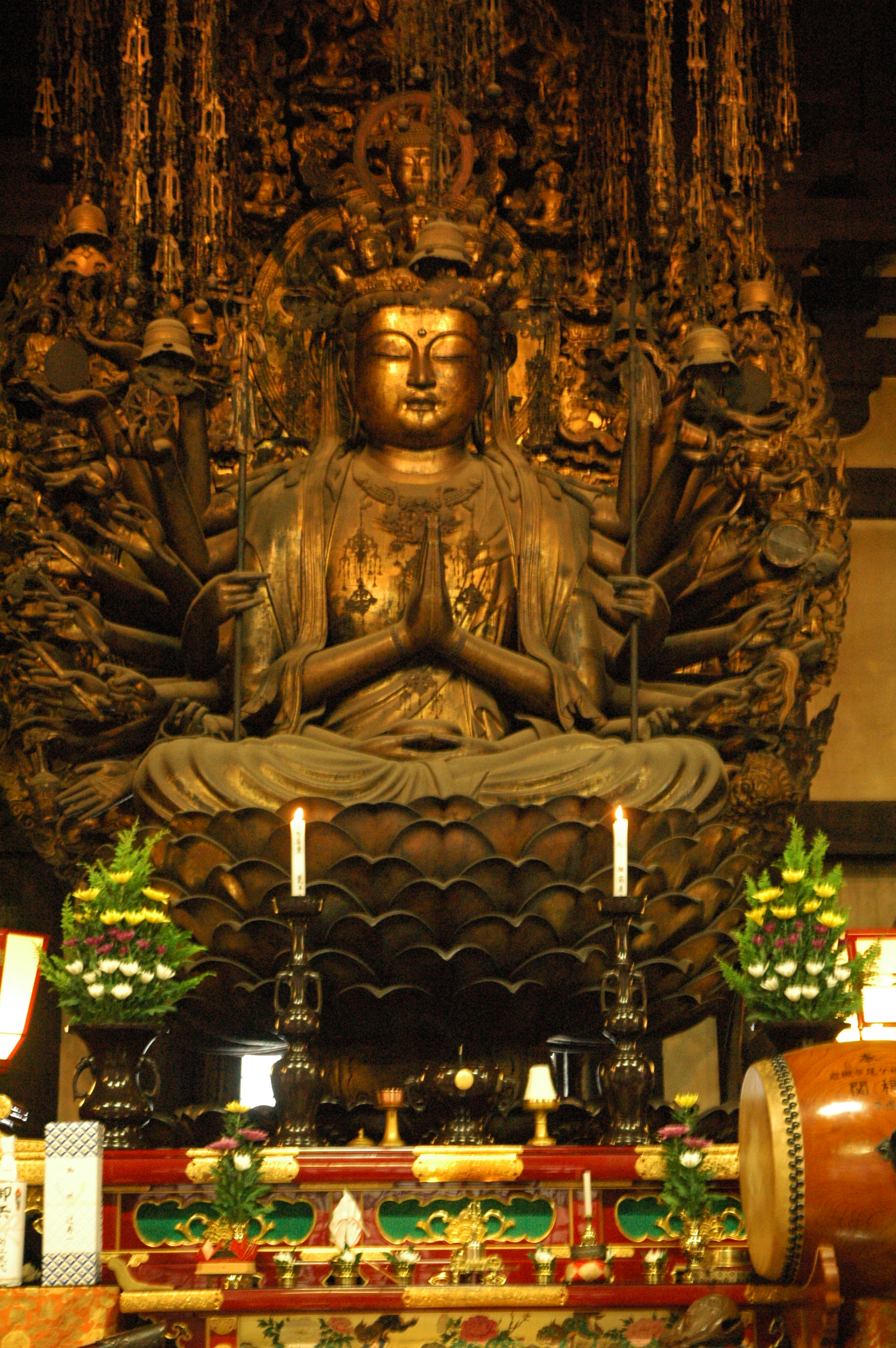
千手観音像 京都・妙法院蔵（三十三間堂安置）

湛慶（たんけい、承安3年（1173年） - 建長8年5月19日（1256年6月13日））は、鎌倉時代の慶派仏師。運慶のもうけた男子、次男康運、三男康弁、四男康勝など皆、仏師になったが、なかでも嫡男の湛慶は、運慶、快慶とならぶ大家として知られる。

## 概要
ほぼ60年の長期に渡って活躍しているが、その活動はおよそ3つの期間に分けられる。第1期は貞応2年（1223年）、快慶と共に醍醐寺閻魔堂の造仏をした頃までで、この年は運慶の没年にも当たる。この時期は、父・運慶や慶派の有力仏師と共同し、主に東大寺を中心とする奈良で活動した。建暦3年（1212年）、41歳で最高の僧綱位である法印に叙せられるが、この頃は運慶や快慶も健在で、湛慶が表に立つことは少なかったようである。湛慶の作風は、運慶の力動感溢れる存在感と、快慶の絵画的な写実を調和した穏健な様式を作り上げたと評されるが、それはこの時期に培ったものだと考えられる。
第2期は、貞応3年（1224年）の平岡善妙寺の造像から、宝治2年（1248年）の後嵯峨院のための造像のあたりで、新たな作風を作り上げるまで。この頃から死の直前の仕事まで、奈良では全く活動しておらず、慶派の主体が南都から離れたことが窺える。第2期の作「善膩師童子像」（雪蹊寺）や狛犬・仔犬（高山寺）には、無垢な愛らしさを表した、万物への慈しみと言う宗教的境地が感じられ、これは高山寺の明恵との交流の中で触発されて育まれたものと推察される。
第3期は、東大寺講堂本像造立途中で亡くなるまで。この時期の京都・妙法院蓮華王院本堂（三十三間堂）本尊の千手観音の巨像は、銘文から、湛慶最晩年の82歳の時に完成したことが知られる。三十三間堂の本尊の左右に林立する千体（正確には1,001体）千手観音立像中にも湛慶作の銘をもつものが数体ある。ここでの湛慶は、復興事業という性格から慶派特有の強さは抑制し、静けさの中に洗練された平安後期彫刻の再現を目指したようだ。この千手観音像における幾分平板な面相や整った姿に、次代の仏像における平俗化、技巧化、あるいは形式化の予兆を指摘する意見もある。
湛慶死後、大仏師職は甥の康円が継いだとみられる。弟子に信慶。

## 代表作
- 木造千手観音坐像 - 妙法院・三十三間堂本尊（京都府京都市）、国宝
- 木造毘沙門天及び両脇侍立像 - 雪蹊寺（高知県高知市） 3躯 彩色玉眼、嘉禄元年（1225年）頃、重要文化財 脇侍は向かって右が吉祥天、左が善膩師童子
- 木造善妙神立像・白光神立像 - 高山寺（京都市） 2躯 彩色玉眼、重要文化財 銘記はないが湛慶の作と推定され、下記の高山寺諸像も同様に湛慶作だとされる。
- 狛犬 - 高山寺（京都市） 3対 木造彩色、嘉禄元年（1225年）、重要文化財
- 神鹿 - 高山寺（京都市） 1対 嘉禄元年（1225年）、重要文化財
- 仔犬 - 高山寺（京都市） 1躯 木造彩色玉眼、嘉禄元年（1225年）、重要文化財 鹿と仔犬の彫像は、これまでに類例のない動物のさりげない一瞬の仕草を捉えた写実的な表現で、あらゆる動物に仏性を見出したという高山寺の高僧明恵の信仰との関連が指摘される。

## 参考資料
- 展覧会図録 『運慶・快慶とその弟子たち』 奈良国立博物館、1994年5-7月
- 三宅久雄 『日本の美術459 鎌倉時代の彫刻 仏と人のあいだ』 至文堂、2004年 ISBN 4-7843-3459-9